# Cabanillas de la Sierra
Cabanillas de la Sierra es un municipio y localidad española de la Comunidad de Madrid. El término municipal, con una población de 941 habitantes (INE 2024), se extiende sobre un terreno poco accidentado, a una altitud de entre 900 y 1000 m sobre el nivel del mar, siendo una pequeña estribación rocosa de la Cuerda Larga, apéndice montañoso de la sierra de Guadarrama.

## Geografía
Cabanillas de la Sierra pertenece a la comarca de la Sierra de La Cabrera, limitando con Navalafuente, Valdemanco, La Cabrera, Redueña y Venturada.

## Historia
La primera fuente de información de la que se dispone proviene de restos arqueológicos que revelan la presencia de villas romanas en los siglos III, IV y V d. C., cuyos antiguos muros ahora sirven como límites de fincas que se encuentran entre Redueña y Cabanillas.
En el año 1152 al establecer Alfonso VII los límites de Madrid se hace la primera mención a la población. En 1208 Alfonso VIII la vuelve a citar para señalar el límite este de Segovia. En el año 1579 en el documento “Relaciones de Felipe II” aparece Cabanillas como lugar o aldea de la Comunidad de villa y tierra de Uceda, a cuya jurisdicción pertenecía y a su vez al Reino de Toledo. Cabanillas pasa a formar parte de la Archidiócesis de Toledo hasta la Desamortización de Mendizábal, la población es adquirida como señorío seglar a favor de Don Diego Vázquez Mexía de Ovando Caballero de la Orden militar de Calatrava, recibiendo más tarde el título de Conde de Uceda y fue así también I Señor seglar de Cabanillas de la Sierra.
El condado de Uceda cesó en el último descendiente del Conde y para entonces los vecinos de Uceda y Cabanillas de la Sierra, como los demás lugares del Estado de Uceda se opusieron a la venta del Señorío, apelando al recurso legal de tanteo, solicitando hacerse dueños de su propia jurisdicción, para alcanzar por este medio la libertad y exenciones propias del villazgo. En el año 1593 se libró la Real Carta Ejecutoria consumándose la exención y constituyéndose, Cabanillas, con categoría de Villa Real independiente en su jurisdicción y término. En 1616 pretendió de nuevo Uceda ejercer el señorío, lo que dio lugar a un nuevo pleito entre Uceda y las nuevas Villas, y en 1621 cuando la Villa de Uceda perdió el pleito. Cabanillas de la Sierra a lo largo de su historia ha sido un enclave geográfico importante gracias a su ubicación en el “Camino Real de Burgos” que ha configurado la actividad económica del pueblo y la evolución del núcleo urbano. Por ello, Cabanillas de la Sierra ha sido históricamente un lugar destinado al descanso. Las tres cañadas que atraviesan el término lo definieron inicialmente como asentamiento de pastores y descanso de ganado trashumante. Así mismo el Camino Real de Burgos y Francia que atraviesa el municipio favoreció su crecimiento en torno a esta vía. Posadas y Paradores surgieron para atender a los viajeros. En 1752 este tránsito debió ser importante ya que es la época de mayor desarrollo de la población. La existencia de una cruz procesional del siglo XVI y otra del siglo XVII –conservadas en la iglesia- confirman la importancia que tenía entonces el pueblo.
Hasta finales del siglo XVIII los pastores de “La Mesta” otorgaron mucha importancia al municipio como lugar estratégico de descanso de las cabañas de ovejas merina. En 1808 en la guerra de la Independencia se castigó a varias poblaciones de la Sierra Norte, entre las cuales estuvo Cabanillas, que fue incendiada y su población tuvo que abandonar la zona. En 1810, bajo el gobierno napoleónico Cabanillas forma parte de la provincia de Guadalajara, aunque en 1822 pasa a integrarse en la provincia de Madrid y adopta el gentilicio “de la sierra” en el año 1916.[cita requerida]
Hacia mediados del siglo XIX, el lugar tenía contabilizada una población de 120 habitantes. La localidad aparece descrita en el quinto volumen del Diccionario geográfico-estadístico-histórico de España y sus posesiones de Ultramar de Pascual Madoz de la siguiente manera:

CABANILLAS DE LA SIERRA: v. con ayunt. de la prov., aud. terr. y c. g. de Madrid (9 1/2 leg.), part. jud. de Buitrago (4), dióc. de Toledo (22): sit. sobre la carretera de Madrid á Burgos, en un pequeño cerro; la combate en general el viento E., y su clima frio es propenso á espasmos y calenturas: tiene como 56 casas, inclusa la de ayunt.; una destinada para cárcel, varias posadas y paradores, algunos pozos, parada de diligencias, escuela de instruccion primaria comun á ambos sexos, á cargo de un maestro, con la dotacion que estipula con los padres de los 14 alumnos que á ella concurren, y una igl. parr. (San Juan Bautista) , servida por un párroco, cuyo curato es de entrada, y se provee en concurso general; hay ademas un beneficiado nombrado por la universidad de Alcalá: tiene por anejo á la v. de Navalafuente, con una igl. (San Bartolomé); el cementerio se halla en parage que no ofende la salud púhlica. Confina el térm. N. Buitrago, y E., S. y O. Torrelaguna; brotan en él varias fuentes, y hay algo de viñedo: el terreno es árido y muy escaso de aguas, tanto que en verano se tiene que surtir de los pozos, en particular para los ganados: hay un monte poblado de encina y robles. caminos: los de pueblo á pueblo, y la carretera de Madrid á Bayona (Francia), ya mencionada: el correo se recibe y despacha todos los dias, y pasan las diligencias generales y peninsulares, teniendo, como se lleva dicho, sus correspondientes paradores, en los que se detienen á almorzar. prod.: trigo, centeno, cebada, poco vino, patatas y alguna que otra fruta; mantiene ganado lanar y vacuno; cria caza de conejos y liebres. ind.: agricultura. pobl.: 30 vec., 120 alm. cap. prod.: 1.12,030 rs. imp.: 44,813. contr.: segun el cálculo general y oficial de la prov., 9'65 por 100.
(Madoz, 1846, pp. 17-18)

Desde mediados del siglo XIX comienza la recuperación poblacional del municipio. Ya en el siglo XX la cercanía a la capital marca la evolución del municipio. En los años 1980, la región se vio afectada por el éxodo rural, y a partir de los años 1990 se produce un cambio de tendencia y Cabanillas se convierte en un lugar privilegiado elegido por muchos madrileños para establecer su residencia y pasar los meses de verano y épocas festivas.

## Demografía
Cuenta con una población de 941 habitantes (INE 2024).
| Gráfica de evolución demográfica de Cabanillas de la Sierra entre 1842 y 2021                                         |
| |
| Población de derecho según los censos de población del INE. Población de hecho según los censos de población del INE. |

## Comunicaciones
Se puede acceder a Cabanillas de la Sierra desde la A-1 por la salida 50 o por la salida 55 (solo dirección Madrid). Tiempo atrás, a Cabanillas de la Sierra lo atravesaba la antigua Carretera de Irún, pero con el desdoblamiento de esta carretera, la antigua vía se ha integrado en el pueblo como la Calle Real. Desde Cabanillas de la Sierra nacen dos carreteras, la M-631, con dirección Navalafuente, y la M-633 con dirección Valdemanco.

### Transporte público
A Cabanillas de la Sierra llegan seis líneas de autobús, y cinco de ellas empiezan su recorrido en el intercambiador de Plaza de Castilla. Todas las líneas son operadas por la empresa ALSA y son:
| Línea | Recorrido                                           |
| ----- | --------------------------------------------------- |
| 191   | Madrid (Plaza de Castilla) – Buitrago del Lozoya    |
| 193   | Madrid (Plaza de Castilla) – Pedrezuela - El Vellón |
| 194   | Madrid (Plaza de Castilla) – Rascafría              |
| 195   | Madrid (Plaza de Castilla) – Braojos                |
| 196   | Madrid (Plaza de Castilla) – La Acebeda             |
| 197C  | Torrelaguna - Venturada - Cabanillas de la Sierra   |

## Símbolos
La bandera fue aprobada, junto al escudo, el 27 de octubre de 1995. BOE n.º 297, de 13 de diciembre de 1995, entrada 26887.
Escudo
En campo de sinople, tres cabañas de oro, dispuestas 2 y 1, mazonadas y aclaradas de sable. Jefe danchado de plata. Al timbre corona Real Española.
Cabanillas de la Sierra ha sido tradicionalmente un lugar ganadero, prueba de ello son las cañadas que atraviesan el término municipal. En el escudo aparecen tres cabañas puesto que al ser un lugar de paso para el ganado trashumante existían cabañas para dar hospedaje a los pastores y su ganado.
Bandera
Bandera, de proporciones 2:3, de paño danchado en oro y gules, brochante al centro el escudo municipal.

## Educación
Cabanillas de la Sierra cuenta con dos centros escolares.
- El colegio, antiguamente llamado, Inmaculada Concepción que pertenece al C.R.A.(Colegio Rural Agrupado) de Cabanillas junto con otros dos centros de la zona, Navalafuente y Valdemanco.
- La casita de niños inaugurada el 3 de noviembre de 2008 y con todas las instalaciones modernizadas y adecuadas para cumplir su función.

## Patrimonio

### Arquitectura civil

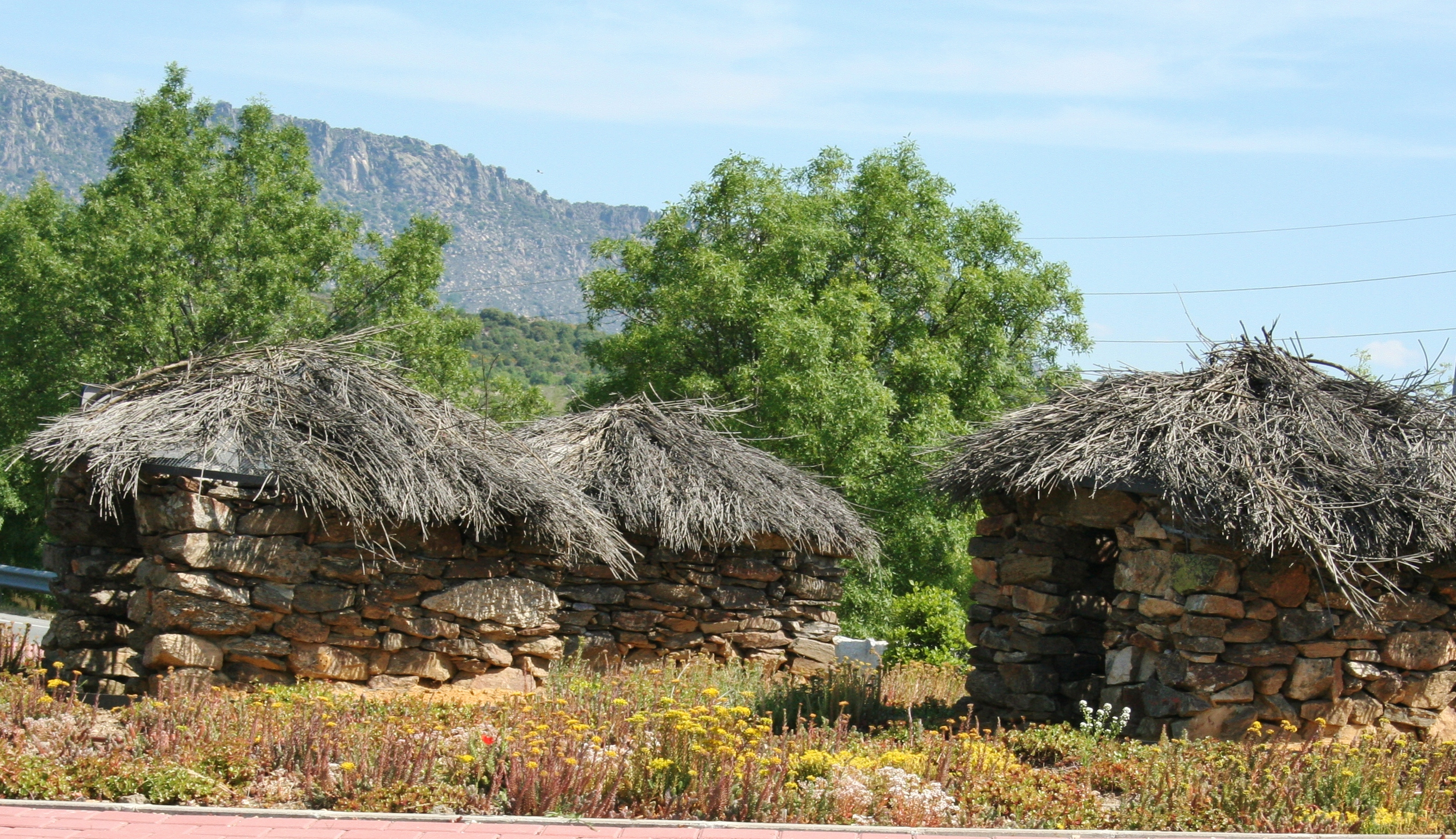
Cabañillas

El núcleo urbano de Cabanillas de la Sierra presenta una estructura lineal, con la Calle Real como origen. En la mitad septentrional, donde la red viaria es muy irregular y estrecha. Las manzanas de casas son algo irregulares y forman conjuntos mixtos. Por el contrario el sector meridional del pueblo no presenta una ocupación edificatoria tan parcelada, sino que las edificaciones, más regulares, ocupan espacios más amplios y se ordenan alineadamente entre medianerías a los bordes de la Calle Real. El desarrollo del casco urbano, se originó en el sector noroeste, donde aparece una estructura edificatoria más consolidada, que probablemente se desarrolló a partir del primer asentamiento. En cuanto a la arquitectura agropecuaria, cabe destacar su integración en el casco urbano, estando más presente en la zona occidental. Estas construcciones se caracterizan por su gran funcionalidad y homogeneidad, y su estructura se suele dividir en tres zonas claramente diferenciadas:
- Vivienda.
- Cortijo.
- Pajares.

Puente de los Arrieros
El puente data del año 1783, y por él pasaba la antigua carretera de Francia. Cruza el Arroyo Sacedón, y se encuentra en la carretera que va de Cabanillas de la Sierra a La Cabrera.
Casonas
Arquitectura residencial localizada en distintas zonas del casco. Estas edificaciones suelen presentar plantas rectangulares desarrolladas en una o dos alturas, siendo frecuente la aparición de cámaras superiores. Desde el punto de vista constructivo se ejecutan por medio de gruesos muros de carga de mampostería tosca, vista o revocada, sobre los que descansan las armaduras de madera de la cubierta de teja árabe dispuesta a una, dos y tres vertientes según los casos. Tanto las esquinas como las jambas, dinteles y recercado de los huecos plantean problemas constructivos específicos que se solucionan con grandes piezas de granito. El claro predominio del macizo sobre el hueco da origen a una arquitectura caracterizada por el hermetismo propio de los sistemas arquitectónicos de climas rigurosos.
Antiguo parador
Edificio del siglo XIX situado en la calle Real. De planta rectangular, su composición es sobria y simétrica. Es la unidad constructiva de mayor volumen y desarrollo en dos alturas, contenía espacios destinados al hospedaje de viajeros y caballerías. La fachada principal se diseñó conforme al principio de simetría destacando la aparición de una portada central con balcón superior.

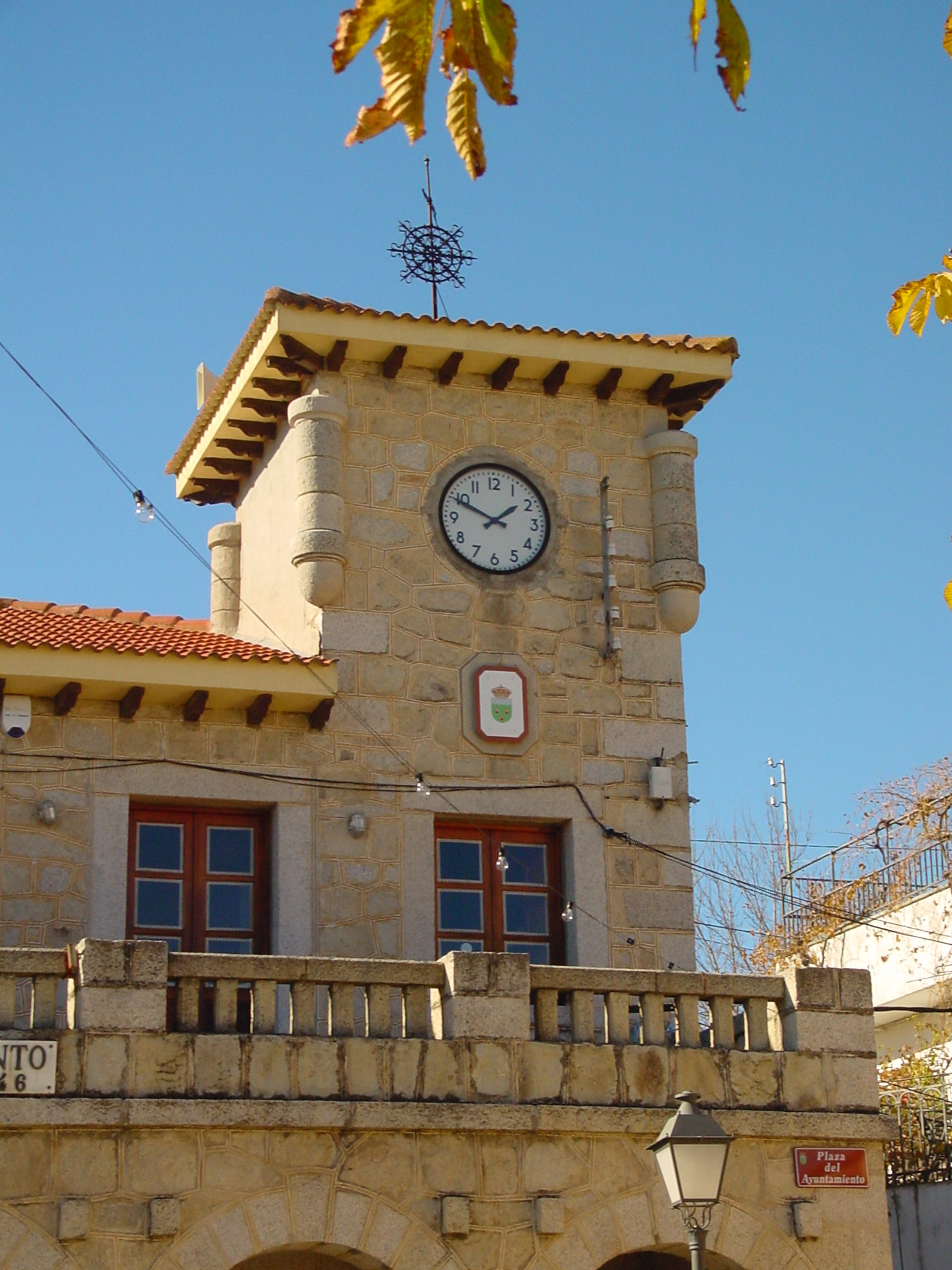
Casa consistorial
El Ayuntamiento se encuentra a los pies de la Calle Real, arteria principal de la villa, con una pequeña plaza a sus pies. Se empezó a construir en 1943 y se terminó en 1946. La planta es rectangular con un soportal de entrada. El pórtico de acceso posee cinco arcos de medio punto. Tiene dos alturas y una torre con reloj. La cubierta es a cuatro aguas en la torre y a tres en el resto y se puede ver un alero de grandes dimensiones. El edificio se encuentra chapado y las dovelas son de granito. Destaca por los elementos que son propios de la arquitectura de las Casas Concejos de la época. Actualmente el interior se encuentra totalmente restaurado en un estilo mucho más moderno que el exterior, teniendo espacios diáfanos y funcionales.
Molino harinero
En 1875, según consta en el dintel de la puerta de ingreso, se edificó el molino sobre el arroyo que discurre cerca de la carretera que se dirige a Bustarviejo, localizado a unos dos kilómetros del casco del pueblo. Su construcción es de muros de mampostería concertada en piedra de granito con sillares de grandes dimensiones y cantería en jambas y dinteles. Esta muestra de arquitectura preindustrial que actualmente se encuentra en estado ruinoso, estaba compuesta por una entrada de agua o caz, una pequeña presa y la vivienda-almacén. El molino muestra los restos de una vivienda de planta rectangular ejecutada con potentes muros de mampostería concertada. Destaca el trabajo de cantería realizado en dinteles, jambas y recercado de los huecos.
Antiguas escuelas
Edificio de los años 1940 con planta rectangular y dos porches de acceso en cada esquina. Responde a unos planteamientos y esquemas constructivos muy utilizados en toda la arquitectura escolar realizada en la zona de la sierra de Guadarrama. Actualmente el edificio de las antiguas escuelas esta la sede del GALSINMA (el Grupo de Acción Local de la Sierra Norte de Madrid) el edificio se encuentra rodeado por un jardín temático de las especies de flora que se dan en la Sierra Norte, con paneles explicativos de cada una de las zonas que se recrean.

### Arquitectura religiosa

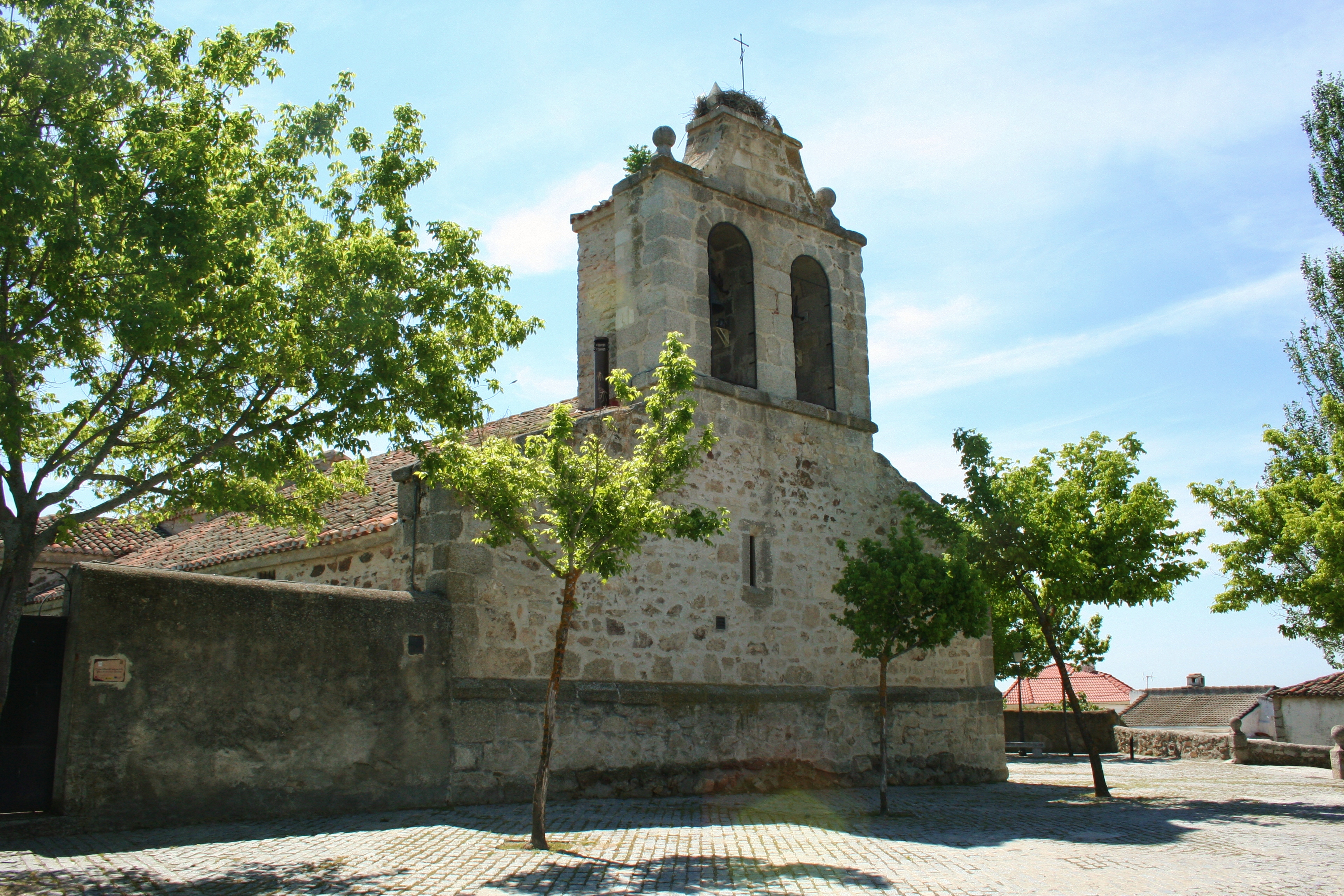
Espadaña de la iglesia parroquial de Cabanillas de la Sierra

La Iglesia parroquial se levanta sobre un montículo en la zona oriental del casco, desde donde se domina el valle del arroyo Sacedón. El edificio, que tiene adosado al muro oriental el antiguo cementerio, es estilísticamente del siglo XVII y ha sufrido diversas remodelaciones a lo largo de su historia. En el interior se ve claramente la influencia barroca en las cúpulas gallonadas sobre pechinas que cubren el crucero y el brazo correspondiente al lado del evangelio. El brazo de la epístola está cubierto por una bóveda de crucería de tradición gótica. El trazado original quedó transformado por las sucesivas remodelaciones, afectando especialmente a la nave lateral. El edificio actual tiene dos naves, crucero de amplios brazos, ábside semicircular y coro alto en los pies. Muestra una gran sobriedad de líneas y volúmenes y una total ausencia de ornamentación en los muros externos. Destaca es la espadaña situada a los pies del edificio. La cubierta es a dos aguas con teja árabe. El edificio pertenece al Arzobispado.
Interior

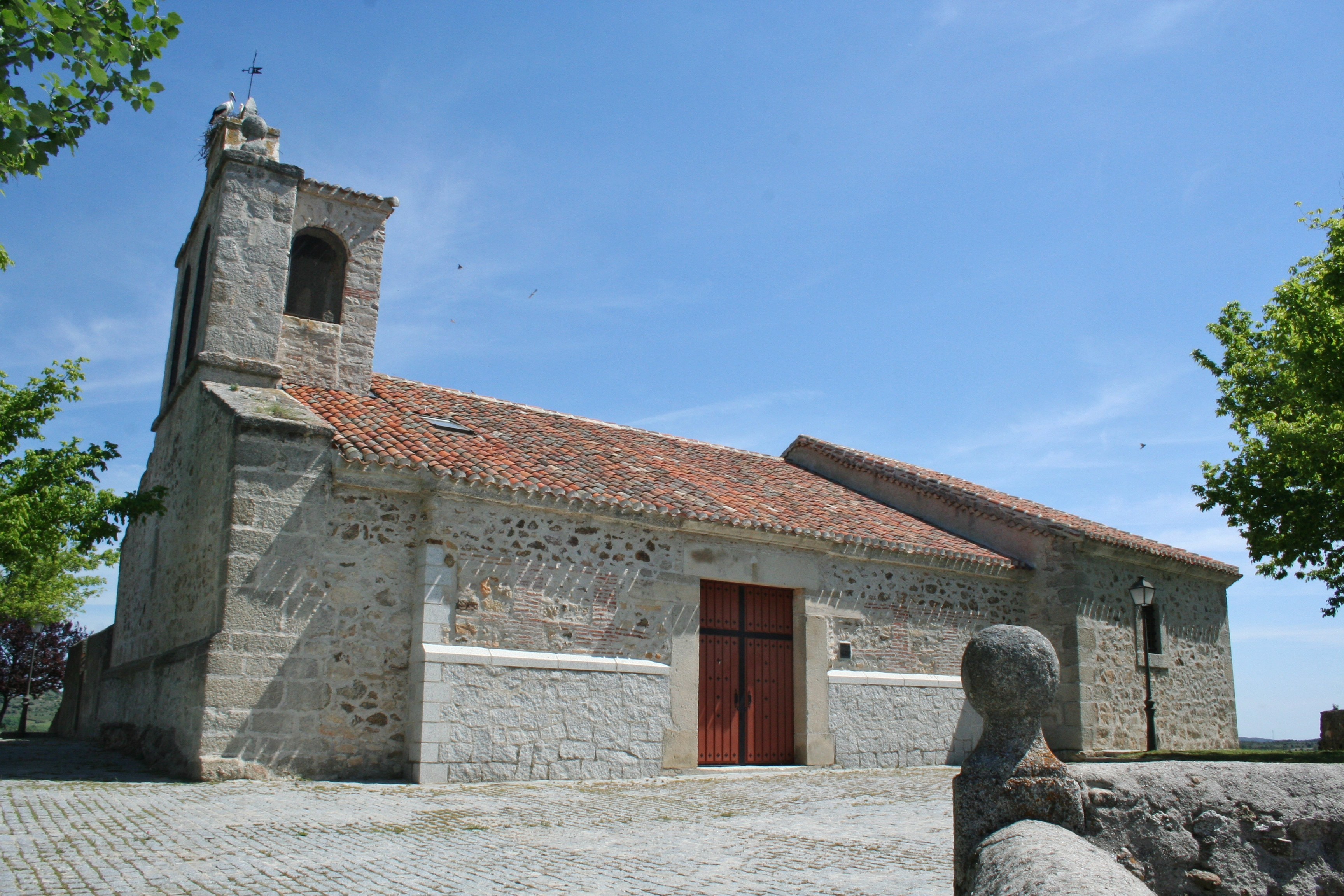
Iglesia parroquial de Cabanillas de la Sierra

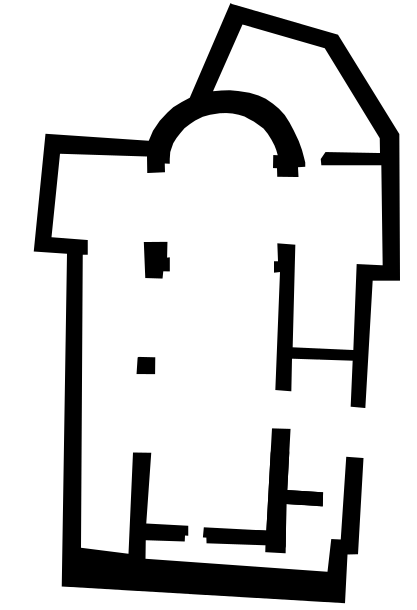
Planta de la iglesia parroquial de Cabanillas de la Sierra

Su catalogación estilística pertenece al siglo XVII, descubriendo un lenguaje plenamente barroco, fruto de la corriente arquitectónica que dominó el panorama constructivo español de esta época. Observando el diseño de la estructura actual del edificio, se aprecia como el trazado original (posiblemente diseñado con tres naves, crucero y ábside semicircular) debió sufrir diversas transformaciones hasta alcanzar la forma definitiva que hoy contemplamos. Las dos naves que existen en la actualidad (central y lateral del lado del Evangelio) se separan por medio de pilares que sostienen arcos de medio punto. En la cabecera existen dos capillas laterales que configuran los brazos del crucero: en el brazo correspondiente al lado del Evangelio se alza una cúpula gallonada; El brazo de la Epístola aparece cubierto por una bóveda de crucería de clara tradición Gótica. Sobre el centro del crucero existe igualmente una cúpula gallonada esférica sobre pechinas, elemento que simboliza el lenguaje barroco usado en el espacio interno del templo. Los murales que se encargaron fueron concebidos dentro de un gran plan de restauración tanto exterior como interior, que afectó a la totalidad del templo y a todas sus instalaciones, pues el edificio estaba muy deteriorado con numerosas humedades y grietas, debido a los movimientos de los muros y a diversas deficiencias en las cubiertas. Dichas obras de restauración fueron llevadas a cabo durante más de un año. Por otro lado, el proceso de la creación de las pinturas se alargó durante diez meses, con la elaboración de los diferentes bocetos, así como de un proyecto para su necesaria aprobación por parte del Obispado. Hay que decir que para la creación del proyecto se contó con el punto de vista del arquitecto encargado de la restauración, con el fin de aunar criterios para la solución definitiva. La ejecución personal de las pinturas se alargó durante dos meses.

### Vías pecuarias
Las vías pecuarias, son bienes de dominio público, son un patrimonio económico, histórico, social y natural a conservar. Madrid, que participa de lo serrano y de lo manchego, centro geográfico peninsular, es una encrucijada de grandes vías trashumantes, de las cuales cuatro forman parte de la red de grandes cañadas intercomunitarias. Junto a éstas, constituyendo una densa malla que envuelve toda la región, se contabilizan cerca de 4200 km de vías. En su origen, los trazados pecuarios nacieron como consecuencia de la necesidad de habilitar espacios entre las tierras agrícolas por donde el ganado pudiese desplazarse en busca de pastos, y si bien el uso al que se han adscrito tradicionalmente es el ganadero, no es menos cierto que en el momento actual su utilización para tal fin ha decrecido, como consecuencia del cambio en los sistemas de manejo y explotación del ganado. La trashumancia que aún perdura se ha modificado en gran parte por el uso del ferrocarril y el camión, que acortan muy considerablemente los días de viaje del ganado, de forma tal que en la práctica el empleo de la red de caminos pecuarios para los grandes desplazamientos ha disminuido, a la par que se ha incrementado su uso en régimen de trasterminancia para el traslado entre términos de regiones muy próximas o municipios limítrofes. Además, en la Comunidad de Madrid la aglomeración urbana se ha ido produciendo de manera discontinua, alcanzando en sucesivos saltos a coronas urbanas cada vez más alejadas del núcleo central, para retroceder más tarde y rellenar los espacios vacíos, apoyándose sobre la saturación de las carreteras radiales y de las infraestructuras de los núcleos rurales preexistentes. En este proceso, las vías pecuarias jugaron un papel fundamental, como ejes rurales de comunicación que eran, sufriendo un proceso de ocupación similar. Asumiendo que el medio más idóneo para conservar este rico patrimonio es utilizarlo racionalmente, se plantea revitalizar su uso como soporte para distintos tipos de actividades compatibles y complementarias con el tránsito ganadero, de tal forma que las vías pecuarias no se conviertan en reliquias del pasado sino en espacios activos y multifuncionales. En el municipio de Cabanillas de la Sierra dispone de una amplia red de caminos rurales que comunican con los otros municipios de los alrededores. Por cualquiera de estos caminos se puede realizar senderismo, cicloturismo, paseos a caballo, etc. Cualquier sendero y dirección que se elija, siempre será un ameno paseo para entrar en contacto con una naturaleza de alto valor ecológico. La red de vías pecuarias del municipio está compuesta por dos cañadas, dos coladas, cinco descansaderos, con una longitud total de 18,5 km y una superficie ocupada de 82 ha.

## Fiestas y eventos

### Levantamiento del Mayo
La noche del treinta de abril al uno de mayo los mozos del lugar levantan un gran árbol, llamado “mayo”, en la plaza, y ponen enramadas a sus novias a lo largo de todo el mayo y en la copa del árbol se cuelga comida para que los mozos que escalen hasta el final del mismo tengan su premio.

### Octava del Señor
Es una fiesta que se celebra tradicionalmente en Cabanillas de la Sierra en el mes de junio. La celebración coincide con el domingo después del Corpus en la Octava del Señor. A veces suele coincidir con el fin de curso y con el día de la Primera Comunión, por lo que se ha convertido en una fiesta muy especial para los más jóvenes. Son días de júbilo para todos los vecinos y vecinas donde bailan, juegan, y se divierten, se realizan verbenas populares, pasacalles con cabezudos y charangas, juegos infantiles, campeonatos deportivos, una gran paella, la fiesta del toro y la tradicional caldereta. El acto principal de la fiesta es la Procesión del Corpus.

### Día de los Puches
El 31 de octubre al caer la noche los jóvenes del municipio hacen una hoguera en el campo y se comen “los puches” postre dulce (harina, aceite, leche, azúcar y anisetes) típico de la localidad.

### Fiestas de verano
En estas fiestas de verano participa toda la población del municipio, tanto los residentes habituales como los veraneantes. Sirve para celebrar unos días de fiesta que acerque a los habitantes con más solera en el municipio con los nuevos pobladores de Cabanillas en torno al asueto y la diversión. La fiesta consiste en un aperitivo de callos a la madrileña acompañados de buen vino y cerveza de barril, por la tarde hay diferentes actividades y por la noche música.

### Inmaculada Concepción
Es esta la fiesta de mayor arraigo entre los mozos, son ellos los que se encargan de organizarla y llevar a cabo las actividades previstas, por ser ellos los principales protagonistas. Entre las actividades que se realizan cabe destacar LA LUMINARIA que consiste en quemar el tomillo que previamente han cortado y recogido, en ella todo el pueblo baila al son de la charanga y toma chocolate caliente, más tarde se asarán patatas en las ascuas de la gran hoguera. Tiene lugar en el día 8 de diciembre se hace la tradicional procesión de la Patrona " la Virgen de la Inmaculada", donde se subastarán las varas. Con el dinero de la subasta se financian la festividad del siguiente año. Esta subasta se realiza desde 1898 cuando se funda la Hermandad de la Virgen de Cabanillas. También se realizan conciertos, verbenas y diferentes juegos y competiciones.

## Deportes
Instalaciones municipales
- Pista Polivalente Fútbol/Baloncesto.
- Pista de Tenis.
- Pista de Pádel.